# 두근두근 로맨스 30일
두근두근 로맨스 30일은 매주 수요일 밤 11시 10분에 KBS 2TV로 방송되었던 텔레비전 프로그램이다. 3부작 파일럿 편성했으나, 이후 정규 편성의 불발되었다.

## 기획 의도
젊은 세대의 연애풍속도를 보여주는 텔레비전 프로그램이다.

## 참고 사항
- 2014년 4월 16일 첫방송 예정이었으나, 2주뒤인 연기되었다.